# Тезе (спільнота)

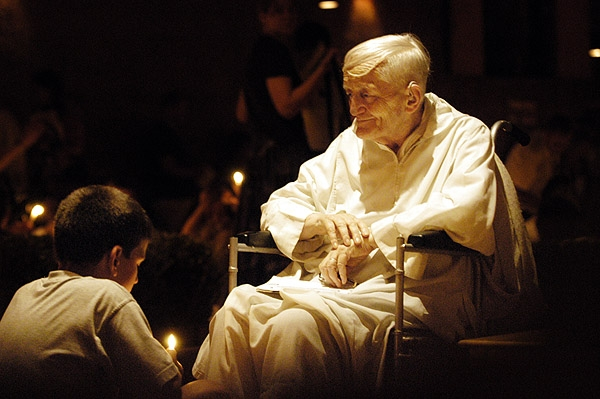
Брат Роже — засновник спільноти

46°30′49″ пн. ш. 4°40′37″ сх. д. / 46.51361° пн. ш. 4.67694° сх. д.Тезé (фр. Taizé) — міжнародна християнська екуменічна спільнота із села Тезе, що знаходиться у французькому регіоні Сона і Луара, в Бургундії.

## Спільнота
Спільнота заснована у 1940 Братом Роже, який переїхав до Франції із Швейцарії, і залишався її головою аж до своєї смерті 16 серпня 2005 року. Хворіючи на важку форму сухот, брат Роже після довгих роздумів вирішив створити спільноту, яка могла б жити згідно з «основними тезами Євангелія — простотою і добротою серця».
У роки Другої світової війни, в результаті купівлі закинутого дому, був створений пункт допомоги для біженців та євреїв, які ховалися від фашистів. Але восени 1942 року цей пункт було викрито, і брат Роже був змушений тікати. У 1944 р. він повернувся, тим самим продовживши життя спільноти.
Сьогодні спільнота налічує більше ніж сто монахів різних національностей, що представляють протестантську та католицьку церкви. Життя у спільноті сконцентроване на молитві та роздумах. Молоді люди із усіх континентів відвідують Тезе протягом цілого року, щоб взяти участь у її житті. Молитва Тезе має свій унікальний характер, утворюючи новий стиль церковної музики. Зміст текстів пояснюється духовною природою спільноти. Пісні побудовані на коротких фразах, взятих із псалмів чи інших книг Святого Письма, які повторюються кілька разів. Ці повтори призначені для того, щоб допомогти роздумам і молитві. Не зважаючи на те, що спільнота заснована у Західній Європі, вона намагається об'єднати людей різних традицій із усіх кінців земної кулі. Це прагнення до міжнародного єднання втілюється у музиці та молитвах, де пісні виконуються на багатьох мовах і все більше впроваджуються елементи православної традиції. Надзвичайно популярним став стиль виконання пісень Тезе, вироблений Жаком Бертьє. Це короткі музикальні фрагменти, що ритмічно повторюються до 15 разів і перериваються короткими періодами мовчанки. Згодом слідує кульмінація — десятихвилинне мовчання.
Спільнота Тезе є важливим екуменічним центром для християнського паломництва, яке привертає тисячі молодих людей. Уже протягом багатьох років молодь відвідує село Тезе у Франції. Іноді протягом тижня у селі проживає до шести тисяч людей. Найбільше паломників прибуває літом, а також на Великдень. Щотижневі міжнародні зустрічі молоді (віком 17-35 років) — пріоритет спільноти. Вони включають спілкування у малих групах на євангельські теми та спільну молитву.
Протягом тридцяти останніх років, наприкінці року, проводиться масова спільна зустріч молоді в одному із великих міст Європи. Головна ціль цих зустрічей — дати змогу молодим людям зустріти Новий рік разом. У 2007 р. така зустріч відбулася у Женеві — колисці спільноти Тезе. У 2009 р. зустріч відбулася у польському місті Познань, а у 2010 р. вперше було проведено зустріч у Голландії в місті Роттердам. Наступна зустріч відбулася у Берліні у 2011 р.

## Цілі спільноти Тезе

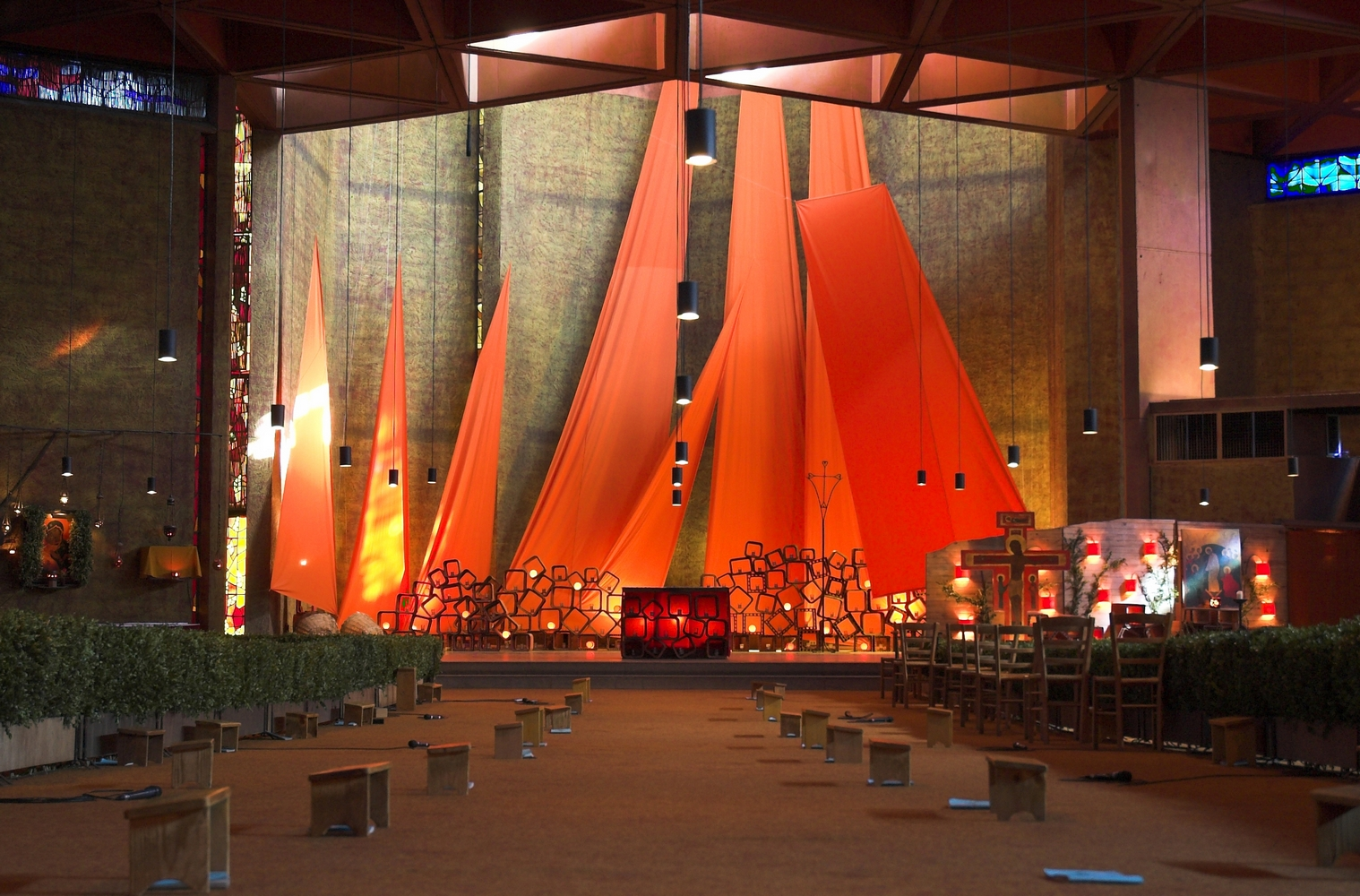
Внутрішній вигляд церкви у Тезе

Основою Тезе завжди було прагнення церкви. Власне через це спільнота не хотіла створювати організацію, сконцентровану на власне поповнення, а скоріше на відправлення молодих людей назад від зустрічей до їхніх місцевих церков, до парафій, спільнот, родин, друзів, знайомих, щоб творити «паломництво довіри на Землі». У багатьох куточках світу звучать екуменічні молитви, організовані молодими людьми, використовуючи пісні та дух Тезе.

## Настоятелі
- Брат Роже (1940—2005)
- Брат Алоїз (з 2005)

## Різдвяні зустрічі

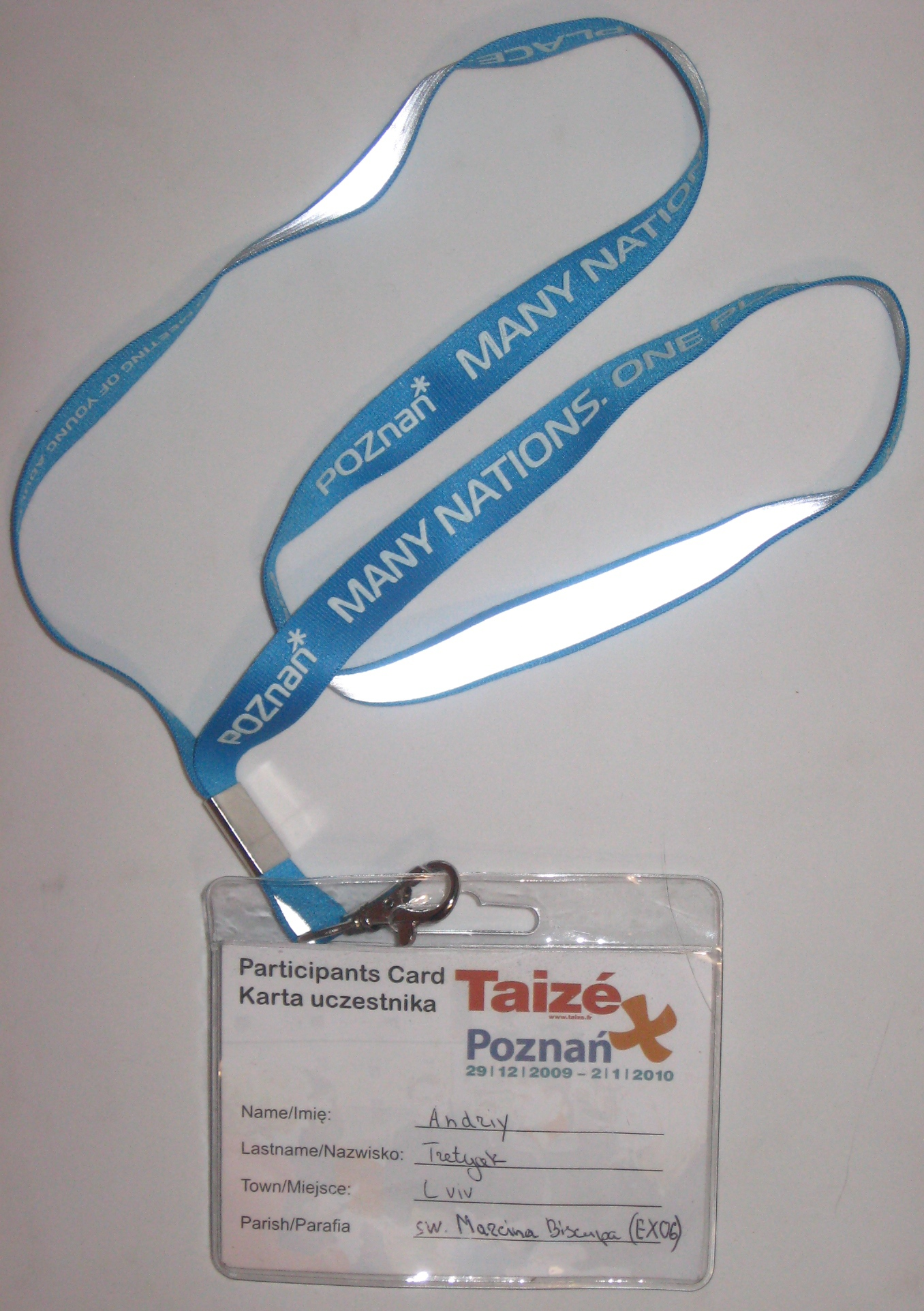
Транспортна картка учасника із України на Різдвяній зустрічі «Познань-2009»

Спільнота вже понад 30 років організовує Різдвяні Зустрічі, які зазвичай відбуваються в одному із великих європейських міст із 28 грудня по 1 січня, у проміжку між католицьким та православним Різдвом. Кожен рік десятки тисяч молодих людей беруть участь у цих зустрічах, які готуються зусиллями тисяч волонтерів, місцевих парафій та родин міста-організатора. Ця поїздка залишає незабутні враження у кожного учасника, адже поєднує молитву і спільний дух різдвяних свят та приходу Нового року. Розпорядок дня виглядає приблизно так:
- ночівля у родин на парафіях
- молитва у парафіяльній церкві
- зустріч у малих міжнародних групах
- обід
- молитва
- робота у майстернях (workshops), які найчастіше провадять брати Taize
- вечеря
- молитва

### Міста, де проводились різдвяні зустрічі
| Зустріч | Рік проведення | Місто     | Країна          | Учасників |
| ------- | -------------- | --------- | --------------- | --------- |
| I       | 1978           | Париж     | Франція         |           |
| II      | 1979           | Барселона | Іспанія         |           |
| III     | 1980           | Рим       | Італія          |           |
| IV      | 1981           | Лондон    | Велика Британія |           |
| V       | 1982           | Рим       | Італія          |           |
| VI      | 1983           | Париж     | Франція         |           |
| VII     | 1984           | Кельн     | Німеччина       |           |
| VIII    | 1985           | Барселона | Іспанія         |           |
| IX      | 1986           | Лондон    | Велика Британія |           |
| X       | 1987           | Рим       | Італія          |           |
| XI      | 1988           | Париж     | Франція         |           |
| XII     | 1989           | Вроцлав   | Польща          |           |
| XIII    | 1990           | Прага     | Чехія           |           |
| XIV     | 1991           | Будапешт  | Угорщина        |           |
| XV      | 1992           | Відень    | Австрія         |           |
| XVI     | 1993           | Мюнхен    | Німеччина       |           |
| XVII    | 1994           | Париж     | Франція         |           |
| XVIII   | 1995           | Вроцлав   | Польща          |           |
| XIX     | 1996           | Штутгарт  | Німеччина       |           |
| XX      | 1997           | Відень    | Австрія         |           |
| XXI     | 1998           | Мілан     | Італія          | 100 000   |
| XXII    | 1999           | Варшава   | Польща          |           |
| XXIII   | 2000           | Барселона | Іспанія         | 70 000    |
| XXIV    | 2001           | Будапешт  | Угорщина        | 70 000    |
| XXV     | 2002           | Париж     | Франція         | 80 000    |
| XXVI    | 2003           | Гамбург   | Німеччина       | 70 000    |
| XXVII   | 2004           | Лісабон   | Португалія      | 40 000    |
| XXVIII  | 2005           | Мілан     | Італія          | 50 000    |
| XXIX    | 2006           | Загреб    | Хорватія        | 40 000    |
| XXX     | 2007           | Женева    | Швейцарія       | 40 000    |
| XXXI    | 2008           | Брюссель  | Бельгія         | 40 000    |
| XXXII   | 2009           | Познань   | Польща          | 30 000    |
| XXXIII  | 2010           | Роттердам | Нідерланди      | 30 000    |
| XXXIV   | 2011           | Берлін    | Німеччина       | 30 000    |
| XXXV    | 2012           | Рим       | Італія          | 45 000    |
| XXXVI   | 2013           | Страсбург | Франція         |           |
| XXXVII  | 2014           | Прага     | Чехія           |           |
| XXXVIII | 2015           | Валенсія  | Іспанія         |           |
| XXXIX   | 2016           | Рига      | Латвія          | 15 000    |
| XXXX    | 2017           | Базель    | Швейцарія       |           |

### Місця проведення травневих зустрічей
| Зустріч | Рік проведення | Місто   | Країна | Учасників |
| ------- | -------------- | ------- | ------ | --------- |
| I       | 2009           | Вільнюс | Литва  |           |

### Місця проведення світових зустрічей
| Зустріч | Рік проведення | Місто       | Країна    | Учасників |
| ------- | -------------- | ----------- | --------- | --------- |
| I       | 2005           | Джок'якарта | Індонезія |           |
| II      | 2006           | Калькута    | Індія     |           |
| III     | 2007           | Кочабамба   | Болівія   |           |
| IV      | 2008           | Найробі     | Кенія     |           |
| VI      | 2010           | Маніла      | Філіппіни |           |
| VII     | 2010           | Сантьяго    | Чилі      |           |
| VIII    | 2011           | Кігалі      | Руанда    |           |
|         | 2012           |             |           |           |
|         | 2013           |             |           |           |
|         | 2014           |             |           |           |

## Додаткові матеріали
- Офіційний вебсайт спільноти Тезе, україномовна версія